# Ponjen
Ponjen is een bestuurslaag in het regentschap Purbalingga van de provincie Midden-Java, Indonesië. Ponjen telt 2974 inwoners (volkstelling 2010).